# 俺旅。
俺旅。（おれたび）は、東名阪ネット6が共同制作し、放送している、若手俳優が旅をするバラエティー番組のシリーズ。
2015年1月から3月までシーズン1が放送され、その後毎年放送されている。
30分番組で CM を挟み前編と後編に分かれている。
テーマ曲はシーズン2をもって廃止された。
2021年、2022年は放送がなく、2023年より再開された。

## シーズン1

### 放送局
| 放送対象地域 | 放送局                                  | 放送日時         | 放送開始      |
| ------------ | --------------------------------------- | ---------------- | ------------- |
| 埼玉県       | テレビ埼玉 （TVS、テレ玉）              | 毎週土曜日 23:00 | 2015年1月17日 |
| 神奈川県     | テレビ神奈川 （tvk）                    | 毎週火曜日 23:00 | 2015年1月13日 |
| 千葉県       | 千葉テレビ放送 （CTC、チバテレ）        | 毎週土曜日 23:30 | 2015年1月17日 |
| 三重県       | 三重テレビ放送 （MTV）                  | 毎週日曜日 12:00 | 2015年1月18日 |
| 京都府       | 京都放送 （KBS京都）                    | 毎週金曜日 25:15 | 2015年1月16日 |
| 兵庫県       | サンテレビジョン （SUN-TV、サンテレビ） | 毎週土曜日 25:00 | 2015年1月17日 |
| 栃木県       | とちぎテレビ （GYT、とちテレ）          | 毎週火曜日 20:00 | 2015年7月21日 |

### スタッフ
- ディレクター : 松岡孝典
- 撮影 : 長瀬拓（ニューヨーク） / 海津真也（台湾）

### テーマソング
- 未来ライン
  - 作詞・作曲・歌: 竹友あつき

## シーズン2

### 放送局
| 放送対象地域 | 放送局                                  | 放送日時         | 放送開始      |
| ------------ | --------------------------------------- | ---------------- | ------------- |
| 埼玉県       | テレビ埼玉 （TVS、テレ玉）              | 毎週土曜日 23:00 | 2016年1月16日 |
| 神奈川県     | テレビ神奈川 （tvk）                    | 毎週火曜日 23:00 | 2016年1月12日 |
| 千葉県       | 千葉テレビ放送 （CTC、チバテレ）        | 毎週日曜日 23:30 | 2016年1月17日 |
| 三重県       | 三重テレビ放送 （MTV）                  | 毎週火曜日 24:20 | 2016年1月12日 |
| 京都府       | 京都放送 （KBS京都）                    | 毎週木曜日 24:00 | 2016年1月14日 |
| 兵庫県       | サンテレビジョン （SUN-TV、サンテレビ） | 毎週水曜日 23:30 | 2016年1月13日 |

### スタッフ
- ディレクター：三木 和史 / 東條 政利
- 撮影：長瀬 拓 / 淺見 貴宏（香港）

### テーマソング
- ツクヨミ
  - 歌：BOYS AND MEN / 作詞：YUMIKO / 作曲：小内 喜文 / 編曲：高橋 諒

## シーズン3

### 放送局
| 放送対象地域 | 放送局                                  | 放送日時         | 放送開始      |
| ------------ | --------------------------------------- | ---------------- | ------------- |
| 埼玉県       | テレビ埼玉 （TVS、テレ玉）              | 毎週金曜日 20:00 | 2017年1月13日 |
| 神奈川県     | テレビ神奈川 （tvk）                    | 毎週木曜日 23:00 | 2017年1月12日 |
| 千葉県       | 千葉テレビ放送 （CTC、チバテレ）        | 毎週土曜日 9:30  | 2017年1月14日 |
| 三重県       | 三重テレビ放送 （MTV）                  | 毎週日曜日 19:30 | 2017年1月15日 |
| 京都府       | 京都放送 （KBS京都）                    | 毎週金曜日 24:00 | 2017年1月13日 |
| 兵庫県       | サンテレビジョン （SUN-TV、サンテレビ） | 毎週日曜日 23:30 | 2017年1月15日 |
| 北海道       | 札幌テレビ （STV）                      | 毎週金曜日 26:32 | 2017年4月28日 |

### スタッフ
- ディレクター : 松岡孝典
- 撮影 : 長瀬拓

## シーズン4

### 放送局
| 放送対象地域 | 放送局                                  | 放送日時         | 放送開始      |
| ------------ | --------------------------------------- | ---------------- | ------------- |
| 埼玉県       | テレビ埼玉 （TVS、テレ玉）              | 毎週土曜日 24:30 | 2018年1月13日 |
| 神奈川県     | テレビ神奈川 （tvk）                    | 毎週火曜日 23:00 | 2018年1月9日  |
| 千葉県       | 千葉テレビ放送 （CTC、チバテレ）        | 毎週木曜日 23:00 | 2018年1月11日 |
| 三重県       | 三重テレビ放送 （MTV）                  | 毎週木曜日 22:45 | 2018年1月11日 |
| 京都府       | 京都放送 （KBS京都）                    | 毎週土曜日 23:30 | 2018年1月13日 |
| 兵庫県       | サンテレビジョン （SUN-TV、サンテレビ） | 毎週日曜日 23:30 | 2018年1月14日 |
| 北海道       | 札幌テレビ （STV）                      | 毎週水曜日 25:34 | 2018年1月17日 |

### スタッフ
- ディレクター・撮影 : 長瀬拓

## シーズン5

### 放送局
| 放送対象地域 | 放送局                                  | 放送日時         | 放送開始      |
| ------------ | --------------------------------------- | ---------------- | ------------- |
| 埼玉県       | テレビ埼玉 （TVS、テレ玉）              | 毎週日曜日 24:00 | 2019年1月20日 |
| 神奈川県     | テレビ神奈川 （tvk）                    | 毎週水曜日 23:00 | 2019年1月16日 |
| 千葉県       | 千葉テレビ放送 （CTC、チバテレ）        | 毎週木曜日 23:00 | 2019年1月17日 |
| 京都府       | 京都放送 （KBS京都）                    | 毎週土曜日 23:00 | 2019年1月19日 |
| 兵庫県       | サンテレビジョン （SUN-TV、サンテレビ） | 毎週月曜日 23:30 | 2019年1月21日 |
| 福島県       | 福島中央テレビ (FCT、中テレ)            | 毎週水曜日 25:29 | 2019年5月1日  |

### スタッフ
- ディレクター・撮影 : 長瀬拓

## シーズン6

### 放送局
| 放送対象地域 | 放送局                                  | 放送日時         | 放送開始        |
| ------------ | --------------------------------------- | ---------------- | --------------- |
| 埼玉県       | テレビ埼玉 （TVS、テレ玉）              | 毎週土曜日 24:30 | 2020年1月11日   |
| 神奈川県     | テレビ神奈川 （tvk）                    | 毎週木曜日 21:00 | 2020年1月9日    |
| 千葉県       | 千葉テレビ放送 （CTC、チバテレ）        | 毎週水曜日 19:00 | 2020年1月15日   |
| 京都府       | 京都放送 （KBS京都）                    | 毎週木曜日 21:30 | 2020年1月9日    |
| 兵庫県       | サンテレビジョン （SUN-TV、サンテレビ） | 毎週土曜日 22:30 | 2020年1月11日   |
| 福島県       | 福島中央テレビ （FCT、中テレ）          | 毎週水曜日 25:29 | 2020年8月12日   |
| 石川県       | 北陸朝日放送 （HAB）                    | 毎週月曜日 25:30 | 2020年月10月8日 |

## 関連商品

### DVD
シーズン1
- 俺旅。 〜ニューヨーク・ブロードウェイ 〜 村井良大 × 佐藤貴史 前編 TCED-2470
- 俺旅。 〜ニューヨーク・ブロードウェイ 〜 村井良大 × 佐藤貴史 後編 TCED-2471
- 俺旅。 〜台湾〜 体験編 松田凌 × 畠山遼 TCED-2552
- 俺旅。 〜台湾〜　冒険編 松田凌 × 畠山遼 TCED-2553

シーズン2
- 俺旅。 〜香港〜 九龍編 中河内雅貴 × 植木豪 / 良知真次 × 大山真志 TCED-2908
- 俺旅。 〜香港〜 香港島編 良知真次 × 大山真志 / 中河内雅貴 × 植木豪 TCED-2909
- 俺旅。 〜インドネシア〜 ジャカルタ編 村井良大 × 佐藤貴史 TCED-2910
- 俺旅。 〜インドネシア〜 バンドン編 村井良大 × 佐藤貴史 TCED-2911

シーズン3
- 俺旅。 〜inタイ〜 前編 燈くんの初体験 TCED-3295
- 俺旅。 〜inタイ〜 後編 玄くん、大興奮！ TCED-3296
- 俺旅。inベトナム ～チャレンジ編 ～　平野良 × 玉城裕規 TCED-3355
- 俺旅。inベトナム ～アクティブ編 ～　平野良 × 玉城裕規 TCED-3356

シーズン4
- 俺旅。in ハワイ ～前編 ～ 黒羽麻璃央 × 崎山つばさ TCED-3792
- 俺旅。in ハワイ ～後編 ～ 黒羽麻璃央 × 崎山つばさ TCED-3793
- 俺旅。in ロサンゼルス ～Part 1 ～　村井良大 × 佐藤貴史 TCED-3790
- 俺旅。in ロサンゼルス ～Part 2 ～　村井良大 × 佐藤貴史 TCED-3791

シーズン5
- 俺旅。 〜韓国〜 前編 黒羽麻璃央 × 崎山つばさ TCED-4273
- 俺旅。 〜韓国〜 後編 黒羽麻璃央 × 崎山つばさ TCED-4274
- 俺旅。 〜オランダ〜 前編 北村諒 × 山本一慶 TCED-4275
- 俺旅。 〜オランダ〜 後編 北村諒 × 山本一慶 TCED-4276

シーズン６
- 俺旅。 〜ケアンズ〜 前編 北園涼 × 大平峻也 TCED-4722
- 俺旅。 〜ケアンズ〜 後編 北園涼 × 大平峻也 TCED-4723
- 俺旅。 〜シンガポール〜 前編 小澤廉 × 小西成弥 TCED-4720
- 俺旅。 〜シンガポール〜 前編 北園涼 × 大平峻也 TCED-4721